# アンジェラス 〜悪魔の福音〜
『アンジェラス 〜悪魔の福音〜』（アンジェラス あくまのふくいん、ANGELUS）は、1988年およびそれ以降にエニックス（後のスクウェア・エニックス）から発売された日本のコンピュータゲーム。

## 概要
エニックスによる、ファンクションキーを使用したコマンド選択入力形式のアドベンチャーゲーム。一旦ゲームをクリアすると、自動的にストーリーを鑑賞することが出来るようになる「アプリシエイションシステム」を搭載している。
CG表示については部分的にアニメーション効果が取り入れられている。ストーリー的には、いくつかの謎が明らかにならないままエンディングを迎える。これは『アンジェラス2 ホーリーナイト』のタイトルでの続編が予定されており、その伏線であるとされていたが、発売されなかった。PC-9800シリーズ (PC-98) 対応版では、一部シナリオが追加されている。
オリジナル音楽はすぎやまこういちが手がけた。1990年にエニックスより発売されたPC-8801 (PC-88) +サウンドボードII対応の音楽ソフト、『FORMULA』でも本作の曲の一部が収録されている。
なお、テレビアニメ版『機動警察パトレイバー』第36話「野明の冒険」で後藤隊長が手にしているゲーム雑誌には、本作を基にしたとうかがえる『アンジュラスIII』という架空のゲームタイトルが書かれている。

## ゲーム内容

### ストーリー
原因不明の奇病事件がほぼ同時刻に日本とペルーで発生する。ロンドンポストの記者・ブライアンは飛行機の中で隣席していた人物が同様の奇病を発症させたのを切っ掛けにこの事件を調査するが、死者はさらに増えていき、それとともに邪教徒による邪神復活とそれと戦う主人公の運命が明らかとなって行く。

## 登場人物
ブライアン・パール
主人公。ロンドン・ポスト紙の記者。27歳。作中冒頭、ニューヨークからロンドンへ戻る旅客機の中で、原因不明の奇病事件に遭遇する。
エリス・ミラー
ブライアンの恋人であり、同じくロンドン・ポスト紙の記者でもある。24歳。ミッキー・ロークの大ファン。
ガイス・アラハード
ブライアンやエリスの同僚。ロンドン・ポスト紙の記者。25歳。
ゲイツ・シュミット
西ドイツ、バイエルン建設の副社長。45歳。作中冒頭、ペルーでのダム工事の落成式でスピーチをしている最中に、原因不明の奇病で死を遂げる。
ガルン・ドッペス
西ドイツ、G・I・U保険会社の営業本部長。45歳。作中冒頭、ペルー発ロンドン行きの旅客機の機内で、原因不明の奇病で死を遂げる。
エイミ・ハミルトン
ロサンゼルス在住の少女。15歳。昨年まで西ドイツに住んでいた。作中冒頭、ペンフレンドの美春を訪ねて日本に滞在している最中に、原因不明の奇病の発作に襲われる。
エドガー・スミス
世界的権威の細菌学者で、ロンドンで病院を経営している。49歳。ブライアンの旧知の友人でもあり、ガルン・ドッペスが急死した旅客機にも乗り合わせていた。
デビッド・スミス
エドガーの息子。PC-98版では、エドガーの教え子であるデビッド・タイラー教授に設定が変更された。
デボラ・スミス
エドガーの妻。PC-98版にのみ登場するキャラクター。先妻アンが急死したあと、エドガーと結婚した。
ジェニファ
デボラの妹。PC-98版にのみ登場するキャラクター。
イザベル・スーザ
1年前までモリアムの助手をしていた女性。夫アントニーが交通事故で重体となり、現在は自宅で土産物に納める小物の製作で生計を立てている。
モリアム
ペルー大学、考古学科の教授。アメリカのユタ出身だったが、古代遺跡の豊富さに魅せられてペルーに移住した。
タイラー
バイエルン建設ペルー支社の年配社員。
パルドン
ペルー警察の警部。ゲイツ・シュミット変死事件の捜査を担当している。
ランディ
ペルー警察の刑事。パルドンとは仲が悪い。ゲイツ・シュミット変死事件の現場検証を行った。
ガストバ
ペルーの古美術商。
デュマ
ペルーの著名な占い師。その的中率は9割以上と言われる。
ハインツ・シュミット
エイミの西ドイツ時代のボーイフレンド。ゲイツ・シュミットの息子。
美春
エイミのペンフレンド。
佐竹
エイミが入院している病院の担当医師。

## スタッフ
- プログラム ブロークン・ハート
- 音楽 すぎやまこういち、田口泰宏
- キャラクターデザイン 土器手司
- プロデュース 伊藤慶子

## 関連商品
- サウンドトラック『アンジェラス〜悪魔の福音〜』（アポロン音楽工業・コンピュージックレーベル、1988年9月21日、BY30-5205）